# 護送船団
護送船団（ごそうせんだん）または護衛船団（ごえいせんだん）、船団護衛（せんだんごえい）とは、軍艦、航空機や武装舟艇などに護衛されて航行する輸送船や商船の集団のことである。敵勢力からの妨害を排除し、味方勢力による海上輸送の維持を目的としている。戦時下において通商破壊に対抗するために生み出された戦法である。
英語ではコンボイ（Convoy）と呼ばれ、船舶だけでなくトラックなどの陸上輸送もコンボイと呼んでいる。ただし”convoy”の1語だけでは「船団」の意味であり、護衛兵力のない場合も含んでいるので注意が必要である。

## 歴史
護送船団は海軍の成立にまで遡ることができる古い戦術である。帆走軍艦の時代においてもドッガー・バンク海戦や第3次ウェサン島の海戦など、護送船団をめぐる大規模な海戦が発生している。

### 第一次世界大戦
第一次世界大戦において、ドイツ海軍はUボートと呼ばれる潜水艦や仮装巡洋艦などを利用し、イギリスを始めとする連合国に対し、通商破壊を行った。連合国の海軍はこれに対抗して、商船の単独航行を中止して船団を組ませ、軍艦による護衛を付するようになった。特にイギリス海軍は、船団護衛専用艦としてスループやトローラー（トロール船の船体設計を流用した小型軍艦）の建造を行った。

### 第二次世界大戦（大西洋）

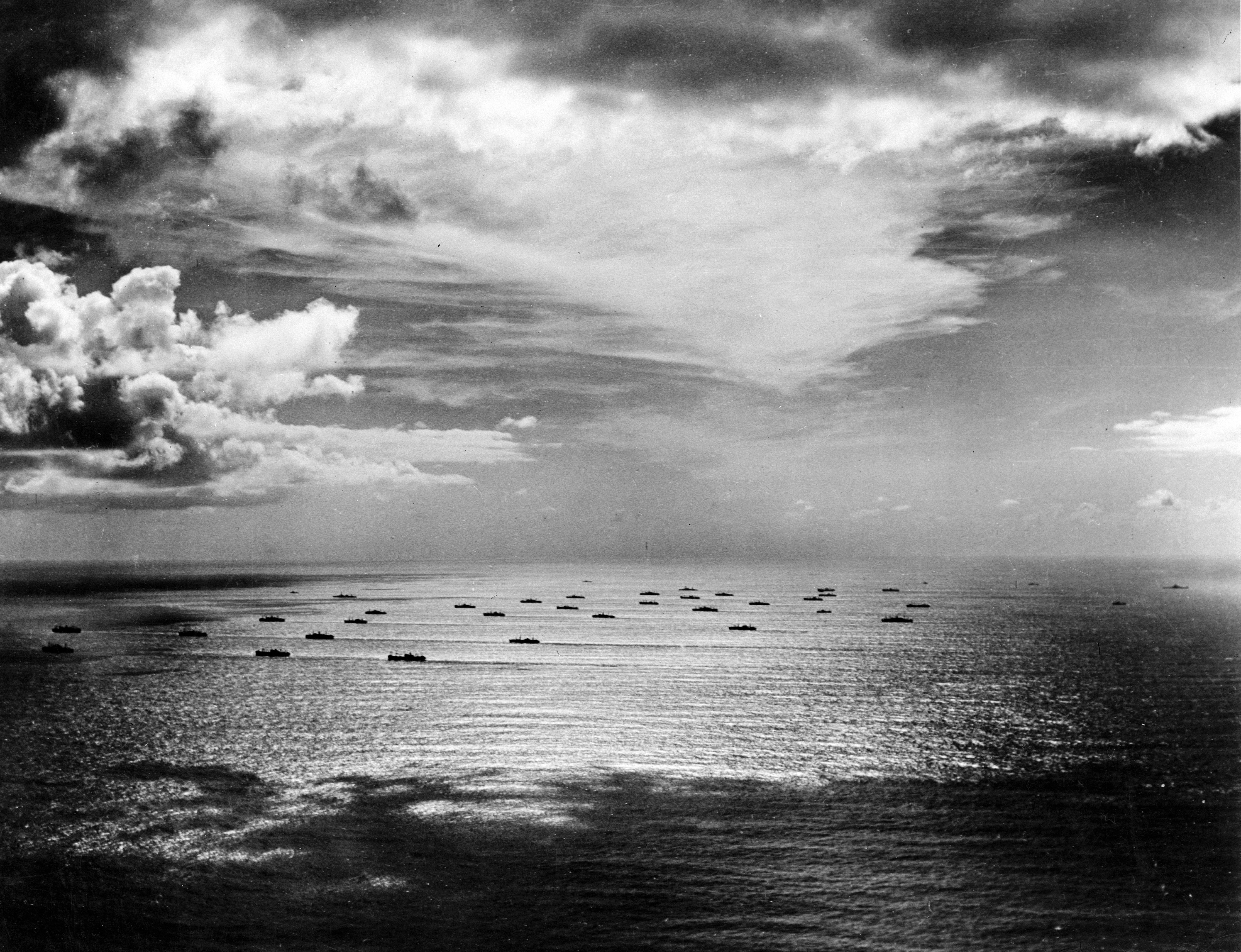
大西洋を航行する連合国軍の輸送船団。

第二次世界大戦においても、ドイツ海軍、空軍はUボートや航空機、場合によっては戦艦を含む水上艦艇によって、連合国に対し通商破壊を行った。これに対し、連合国は再び船団を組み、海軍による護衛を行うようになった。船団護衛部隊には、駆逐艦やフリゲート、コルベットなどの対潜艦艇だけではなく、広範囲の対潜哨戒や船団防空を可能にする護衛空母が配備される場合もあった。さらに、ドイツ水上艦の出現可能性が高い場合には、戦艦や巡洋艦を中心とした強力な護衛艦隊を編成し、間接護衛隊として船団を掩護させた。
イギリス海軍は、SC船団やHX船団、PQ船団など、航路別・用途別などに多数の護送船団を編成した（船団名一覧はen:List of World War II convoy codesを参照）。中にはPQ17船団のような大損害を受けた場合もあるが、航空戦力の活用などにより連合国軍はシーレーンの維持に成功した。
第二次世界大戦における連合国軍は、オペレーションズ・リサーチと呼ばれる作戦成果の科学的・統計的分析を行い、実戦経験を有効活用して効率的な護送船団運営・対潜戦を追求している。この生物学者まで参加した多角的な研究手法は、高い評価を受けている。

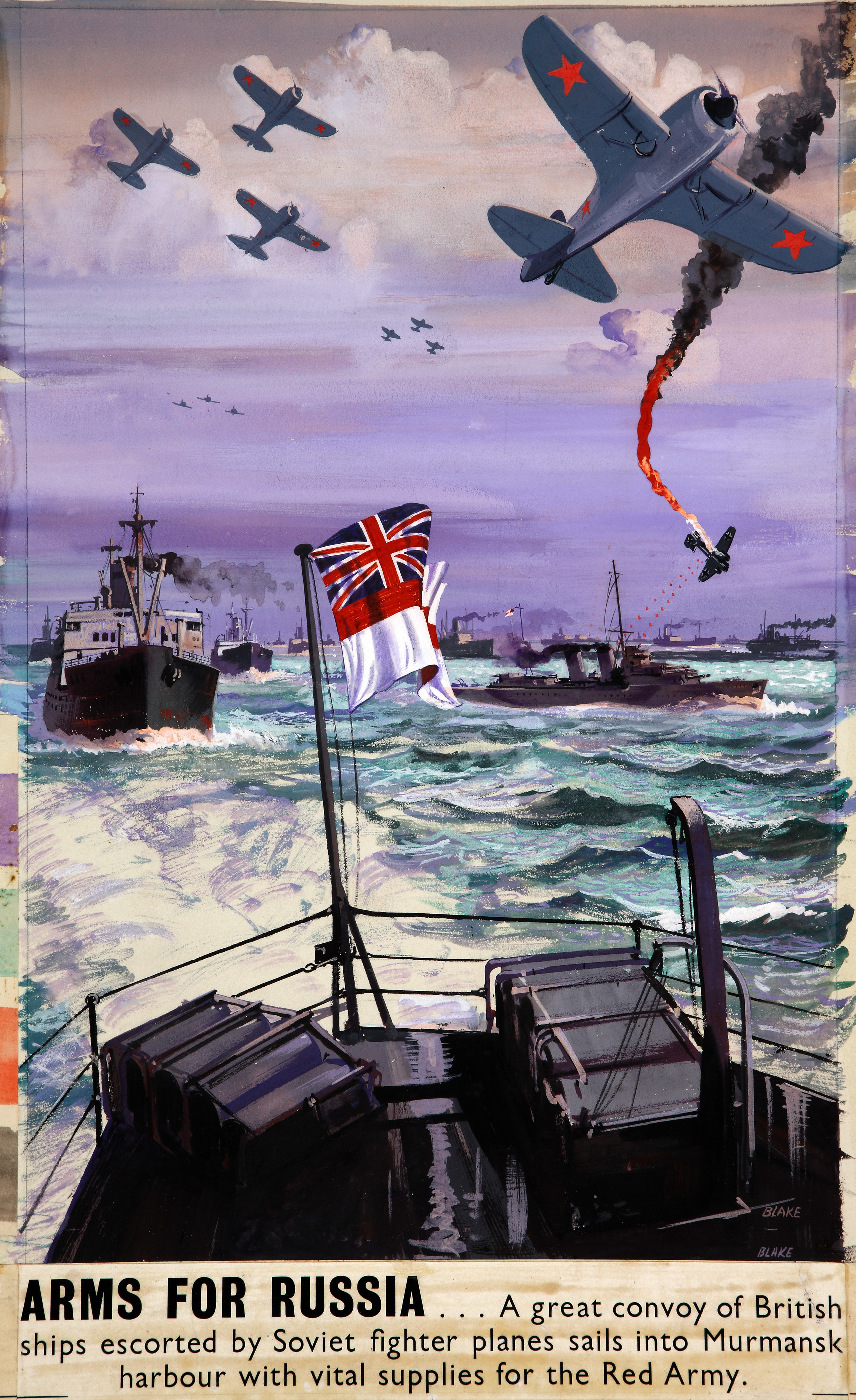
援ソ船団を描いたイギリスのポスター
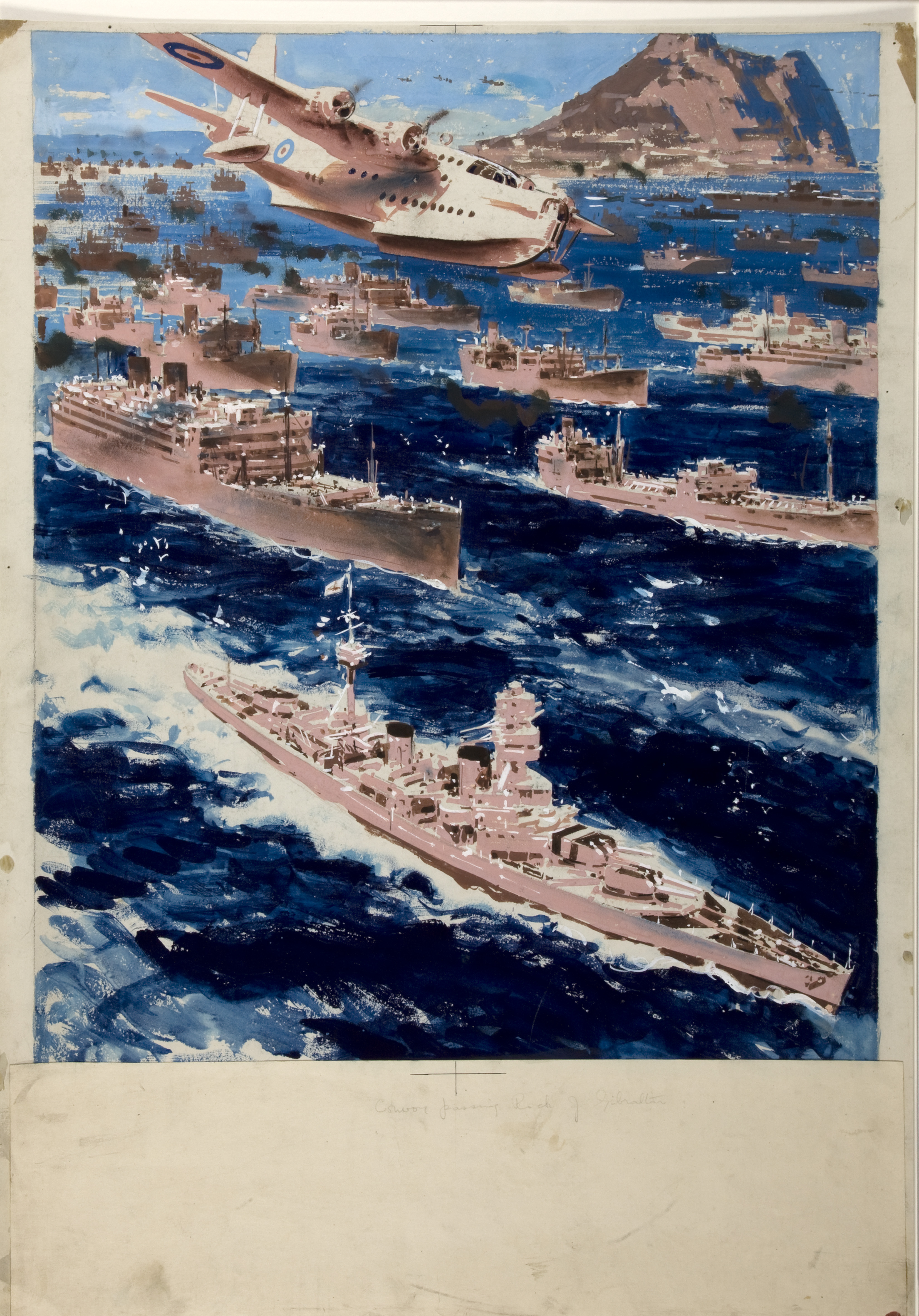
ジブラルタルを通過する船団

### 第二次世界大戦（太平洋）
太平洋戦線においては、日本軍による通商破壊活動は不活発であったが、他方、アメリカ軍による日本に対する通商破壊活動は戦争後期以降、極めて活発であったために、日本軍が護送船団を組織している。
アメリカ海軍は無制限潜水艦作戦を実施し、日本の民間船への無差別攻撃を行っていたが、1943年前半頃までは魚雷の不足や不調のため、日本商船の被害はそれほど多くなかった。戦争中期以降、ガトー級潜水艦の大量就役や魚雷の改善が進むと、航空機も加わっての活発な通商破壊活動を行うようになった。対する日本軍は、戦争前期には商船・輸送船などの喪失が極めて少なかったことから、上陸戦時などを除き、護送船団はあまり組織していなかった。
その後、商船などの被害が急増するにつれ、日本も護衛船団の必要性を認識し、ヒ船団・ミ船団などの護送船団を設定、1943年（昭和18年）11月15日には海軍内に海上護衛総司令部（海上護衛総隊・海護総隊）を設置し、本格的な船団護衛に乗り出している。1944年には、大西洋方面ほどではないにせよ、大規模な護送船団が運航されるようになった。しかし、日本の船団護衛は、駆逐艦・海防艦をはじめとする護衛艦艇の絶対数の不足、レーダーやソナー、対潜前投兵器などの対潜装備の能力不足、そしてアメリカ軍の攻撃力の大きさのために失敗に終わっている。さらに船舶燃料の枯渇とB-29による空からの大規模な機雷敷設とが加わった結果、日本は護送船団どころか沿岸部の小型漁船でさえ出港自体が困難になった。
戦争資源の大部分を海外に依存する日本にとって、船団護衛がきわめて劣弱であったことは、日本の敗戦の重大な一因とされている。

### 第二次世界大戦における商船の損耗内訳（連合国・中立国）
第二次大戦中に潜水艦によって沈められた連合国、中立国商船のうち、30％が護衛船団に加わっており、60％は単独で航行し、10％が護衛船団を見失った船であった。

### 第二次世界大戦後

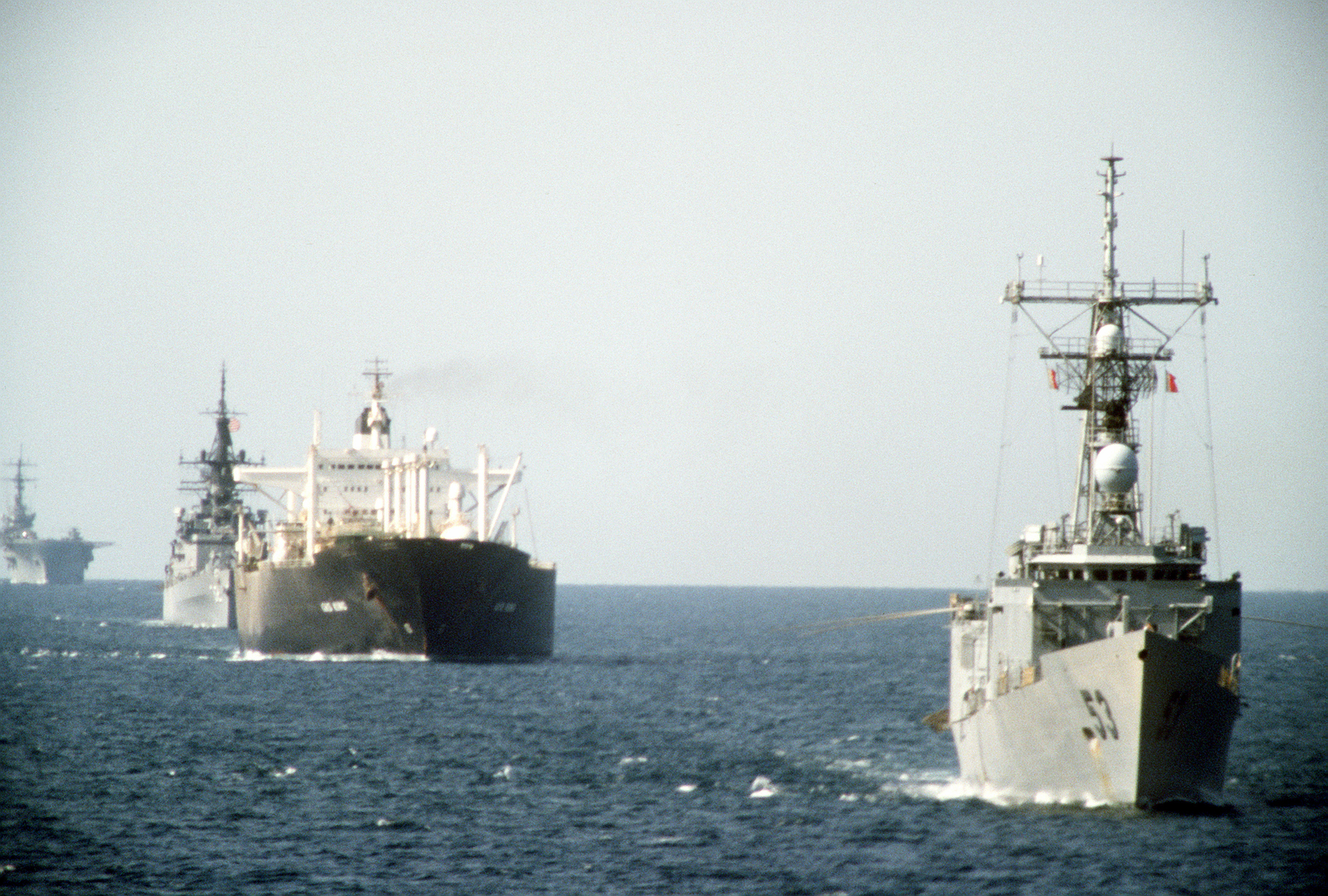
イラン・イラク戦争中、アメリカ海軍艦艇の護衛を受けてペルシア湾を航行するタンカー。

冷戦構造下においては、ヨーロッパで東西の武力衝突が発生した際、NATO諸国にアメリカ本土から速やかに増援・補給が行われることが期待されており、大西洋を航行する護送船団の運航、防護について様々な検討が加えられていた。
このほか1980年代にはイラン・イラク戦争でのタンカー戦争を受け、アメリカ海軍がクウェートのタンカーを護送するべく、アーネスト・ウィル作戦の作戦名で護送船団を組むといった事態も発生した。
現在ではソマリア沖の海賊から民間船舶を防護するため、国際共同作戦であるアタランタ作戦の一環として、護送船団方式が採用されている。

## 軍事上のメリットとデメリット
近代戦において護送船団を編成する利点としては、以下のようなことが挙げられる。
- 被発見率の低下。単独船より目標としては大きくなるが、通過回数の減少で総合的には低下する。
- 護衛兵力の集中[6]。
- 攻撃機会の減少。船団の隊形によっては、潜水艦に攻撃されやすい側面が短縮できる[6]。
- 迅速な救助活動[6]。
- 確実な襲撃報告。単独船では通信する間もなく沈没した場合、敵についての情報が得られない[6]。
- 定時運航の確保。商船ごとの自由航行に委ねた場合、少しでも危険があると出航しない船が続出する可能性がある。船団として統制し出航を強制した方が、多少の被害が発生しても全体では通商維持に資する[6]。

一方で、不利な点としては以下のようなことが挙げられる。
- 航行速度の低下。船団中の最低速船にあわせる必要がある。
- 稼行率の低下。船団参加船の集結を待たねばならず、運航効率が低下する[7]。
- 荷役効率の低下。一度に多数船が入港するため、港湾能力の限界を超え、貨物の揚陸が遅れる。
- 一網打尽となる危険[8]。特に情報が敵側に漏れていたりすると大きな被害につながる。
- 衝突事故の危険[6]。

以上のような得失を比較したうえで、戦況に応じて船団が編成される。規模も状況に応じて変更される。例えば、潜水艦の襲撃の危険がある場合には大規模な船団が組まれることが多い。船団護衛用の小型艦では対抗不可能な強敵（戦艦などの大型水上艦や機動部隊による大規模空襲）の危険が生じた場合には、被害局限のため船団を小規模化したり、PQ17船団の例のように解散して単独航行に切り替える場合もある。場合によっては、たとえ護衛艦を1隻もつけることができなくとも船団方式がとられることがある。

## 陸上

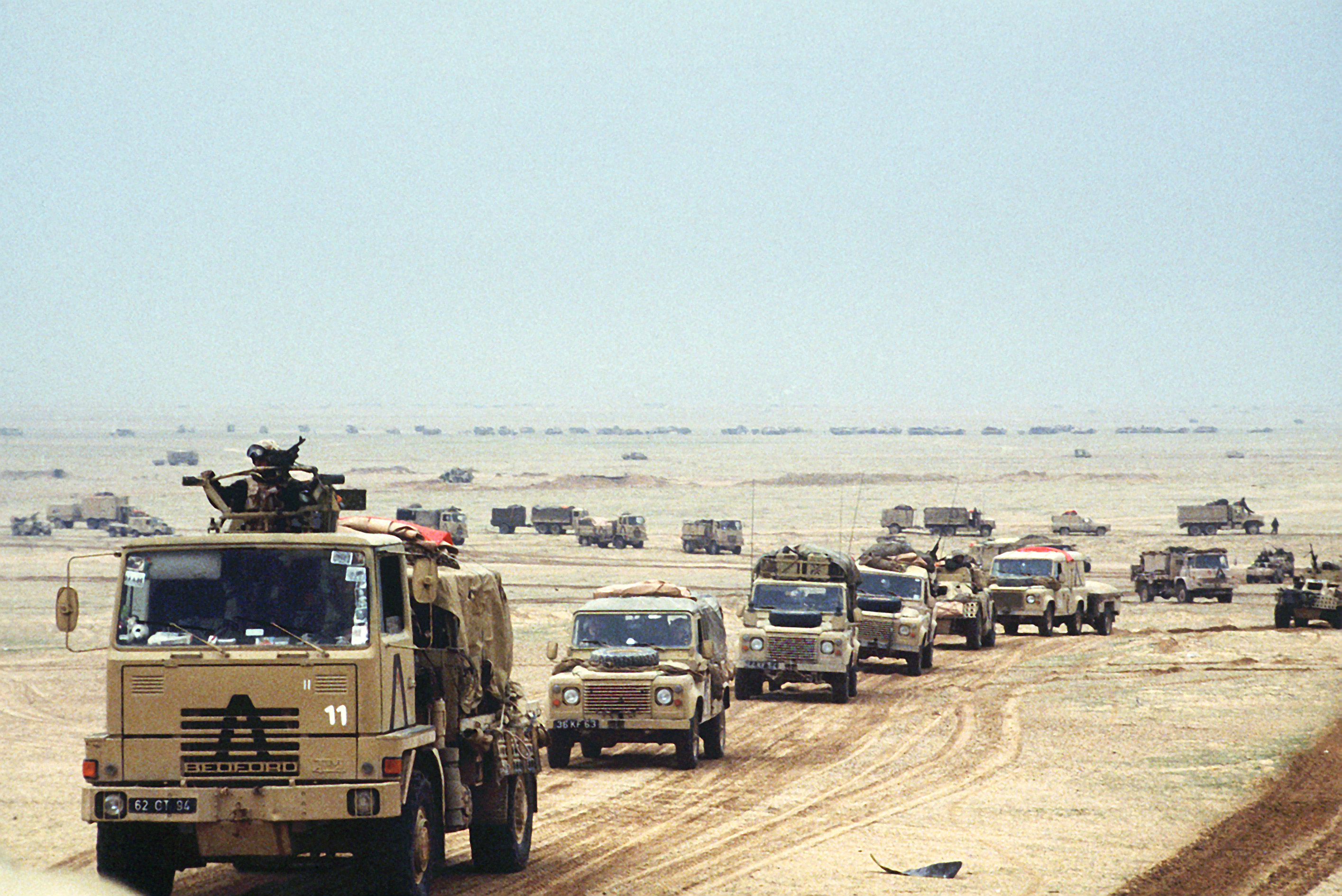
湾岸戦争におけるイギリス陸軍のコンボイ。

戦時中の敵の掃討を終えていない地域や、極端に治安の悪い地域ではトラックが単独で移動すると盗賊やゲリラなどの標的となり、Uボートに襲われた輸送船のように目的地に到着できない事例が多発してしまう。
これに対抗するために戦車や装甲車、ガントラックなどで護衛した車列を組んで輸送を行う、このような集団を英語ではコンボイ（Convoy）と呼ぶ。このような集団を構成することで、小規模な盗賊やゲリラでは襲撃が困難な状況を作り出し、敵に襲撃を断念させることを最大の目的としている。
そのため、危険度の高い場所では周囲の警戒と威圧のため、砲口や銃口を常に周囲に向けながら移動することがある。

## その他の用法
日本の業界団体において一番弱い会社に合わせて横一線に合わせる様に官庁が行政指導することを、護送船団になぞらえて護送船団方式と表現することがある。同項目を参照のこと。
このような用例では一隻の船も脱落させない、必ず全員を守る方式であると誤解されているが、実際の護送船団は統計的に損害を抑制するための手段であって、本来の意味での護送船団方式は脱落者が0になることを目的としていない。